# 小行星3191
小行星3191（3191 Svanetia）是一颗围绕太阳公转的小行星。1979年9月22日，尼古拉·切爾尼赫在克里米亚发现了此天体。
該小行星以喬治亞歷史地區斯瓦內蒂命名。
这颗小行星的绝对星等为等。